# Note (andropのアルバム)
『note』（ノート）は、andropの通算2枚目のアルバム。2010年4月21日にrespireから発売された。

## 概要
前作『anew』のリリースからわずか4ヶ月という短いスパンで発売された。
前作同様紙製のパッケージとなっており、タイトルにちなんでノートとしての機能も持つ特殊パッケージとなっている。また、歌詞カードは封入されていないが、2010年10月23日にリキッドルームにて開催されたワンマン公演「angstrom 0.2 pm」の先着順先行予約フライヤーが封入された。
2011年12月10日には、本作のバンドスコアが3ヶ月連続リリースの第2弾としてリリースされた。

## 収録曲
1. Colorful[3:28]
ミュージック・ビデオ監督は高橋建人。
2. Glider[3:15]
3. Traveler[3:45]
4. Merrow[4:21]
三木孝浩監督のショート･ムービー「空色物語」の「ニケとかたつむり」主題歌。
5. Meme[3:51]

### 収録作品
一部の楽曲は以下の作品にも収録されている。
- MV集『androp music clips 2009-2012』
Colorful
- ベストアルバム『best [and/drop]』
Colorful
Glider